# Włodko z Danaborza
Włodko z Danaborza (zm. 14 maja 1467 w Kaliszu) – starosta nakielski (od 1436), kasztelan nakielski (od 1453) i starosta człuchowski (od 1454 do 1463); „raubritter”, skazany na śmierć z rozkazu króla Kazimierza Jagiellończyka.

## Pochodzenie i rodzina
Włodko (Władysław) z Danaborza pochodził z możnowładczej rodziny pieczętującej się herbem Pałuka, której rodową siedzibą była miejscowość Danabórz, położona nad jeziorem Grylewskim na Pojezierzu Chodzieskim. 
Ojcem Włodka był Andrzej z Danaborza (zm. 1436), wojewoda kaliski, a matką Elżbieta. Pierwszą żoną Włodka została Witocha, córka Wojciecha z Pakości, kasztelana śremskiego. Córka Włodka z tego małżeństwa, Febronia wyszła za Mikołaja Działyńskiego, wojewodę inowrocławskiego. Druga żona Włodka, poślubiona około 1461, miała królewskie wręcz pochodzenie – była to Katarzyna, jej ojcem był Wacław II, książę raciborski z czeskich Przemyślidów, a matką Małgorzata z Szamotuł. Z drugiego małżeństwa Włodko doczekał się dwójki synów – Jana (starszego) (zm. 1518), późniejszego starostę rogozińskiego i drugiego, Jana (młodszego). 

## Udział w wojnie trzynastoletniej
Włodko z Danaborza brał udział w wojnie trzynastoletniej (1454-1466), strzegąc terenów Wielkopolski przez możliwym najazdem krzyżackim. Po zdobyciu w 1454 potężnej krzyżackiej warowni w Człuchowie, król Kazimierz w grudniu 1455 mianował Włodka tenutariuszem zamku człuchowskiego, początkowo wraz z Mikołajem Szarlejskim. Od 1457 dzierżył Człuchów samodzielnie, z obowiązkiem utrzymania na zamku 100 konnych i 200 drabantów na koszt króla. Gdy król miał problemy ze spłatą swych zobowiązań wobec załogi Człuchowa, Włodko w odwecie posunął się do akcji łupieżczych w dobrach arcybiskupstwa gnieźnieńskiego w północnej Wielkopolsce, co wywołano skargi kapituły na sejmie w Piotrkowie w styczniu 1459. W związku z tym Kazimierz Jagiellończyk, aby uspokoić zaciężnych Włodka, nie tylko przedłużył mu utrzymanie tenuty człuchowskiej i zezwolił na korzystanie z dochodów starostwa, ale też przyobiecał wypłatę ratami dużej sumy 2500 złotych węgierskich. Mimo to, w lecie 1459 Włodko samowolnie w imieniu polskich załóg z Człuchowa i Tucholi zawarł rozejm z krzyżacką załogą miasta Chojnice, aby móc zebrać plony z pól i zaopatrzyć swe zamki. W rezultacie siły krzyżackie działające z rozkazu Kaspara Nostyca zajęły zamek w Kiszewie. Brak sukcesów militarnych nie przeszkodził Włodkowi w ponownym rozpoczęciu wiosną 1460 rabunkowych napadów na dobra arcybiskupa gnieźnieńskiego. Nie popisał się także Włodko jako obrońca Debrzna, które utracił 6 stycznia 1462, również na rzecz ludzi Nostyca. Mimo udzielonego mu królewskiego przebaczenia i wzięcia udziału w przełomowej bitwie pod Świecinem (1462), w sierpniu 1465 Włodko zebrał oddział ok. 500 zaciężnych aby wyegzekwować kwoty należne mu od króla i rozpoczął łupieską działalność w rejonie Nakła i rodowego gniazda Włodka, Danaborza, które zostały przezeń ufortyﬁkowane. Dopiero wysłanie przez króla ekspedycji karnej, która obsadziła m.in. arcybiskupi Żnin i szykowała się do oblężenia Danaborza i Nakła, zmusiło rebeliantów do nawiązania układów, Włodko zaś ukorzył się przed królem.

## Po wojnie
Po zakończeniu działań wojennych Włodko z Danaborza powrócił do zbójeckiego rzemiosła i, pod pozorem braku satysfakcji ﬁnansowej ze strony króla za swą służbę wojskową, na czele oddziału podburzonych zaciężnych zajął się rabunkiem, umacniając się ponownie w zamkach w Nakle i Danaborzu oraz w ufortyfikowanych przez siebie Wągrowcu i Pakości. Jego wypady ponownie dały się we znaki ziemiom arcybiskupstwa gnieźnieńskiego, oskarżano też Włodka o założenie mennicy fałszywej monety. Wobec objawów nieposłuszeństwa król wydał nakaz aresztowania. Włodko został ujęty, a następnie przekazany staroście generalnemu Wielkopolski Piotrowi z Szamotuł, osadzony na zamku w Kaliszu i 14 maja 1467 na rozkaz króla ścięty na tamtejszym rynku.

## Źródła
- Grylewo – Siedziba Włodka z Danaborza
- Zamki w Polsce. Człuchów
- Starostowie człuchowscy i ich herby